# وادي عريفطان
وادي عريفطان جنوب الضميرية بحوالي (20) كلم ويصب في وادي الخليج.

## ما ذكره المؤرخون
قال ياقوت الحموي
- عريفطان تصغير عرفطان وهو نبت ويقال عريفطان معن وهو واد بين مكة والمدينة قال عرام تمضي من المدينة مصعدا نحو مكة فتميل إلى واد يقال له عريفطان ليس به ماء ولا رعي وحذاءه جبال يقال لها أبلى وحذاءه قنة يقال لها السودة لبني خفاف من بني سليم [1]
- ومغار جبل فوق السوارقية في بلاد بني سليم في جوفه أحساء منها حسي يقال له الهدار يفور بماء كثير وهو سبخ بحذائه حاميتان سوداوان في جوف إحداهما ماءة مليحة يقال لها الرفدة وواديها يسمى عريفطان وعليها نخيلات وآجام يستظل فيهن المار وهي لبني سليم وهي على طريق زبيدة وتقول بنو سليم منقا زبيدة [2]

قال البكري الأندلسي
ثم تنحدر في واد يقال له عريفطان، وحذاءه جبل يقال له أبلى.